# Lipki (województwo pomorskie)
Lipki (kaszub. Lëpka) – wieś borowiacka w Polsce, położona w województwie pomorskim, w powiecie chojnickim, w gminie Czersk, w pobliżu trasy dawnej magistrali węglowej tzw. "francuskiej" Maksymilianowo-Kościerzyna-Gdynia (stacja kolejowa PKP "Łąg Południowy").
| SIMC    | Nazwa       | Rodzaj                        |
| ------- | ----------- | ----------------------------- |
| 0082908 | Lipki Dolne | część wsi (zmienione na wieś) |
| 0082914 | Lipki Górne | część wsi (zmienione na wieś) |
| 0082920 | Praga       | część wsi                     |

W latach 1975–1998 miejscowość administracyjnie należała do województwa bydgoskiego.